# Marshiella homala
Marshiella homala is een insect dat behoort tot de orde vliesvleugeligen (Hymenoptera) en de familie van de schildwespen (Braconidae). De wetenschappelijke naam van de soort werd voor het eerst geldig gepubliceerd door Shamim, Ahmad, Haider & Shujauddin in 2004.